# Donaciano de Reims
Donaciano de Reims, Donancio o Donant (Reims, 389) fue un sacerdote franco, Arzobispo de Reims. Es considerado santo por la Iglesia católica y su memoria litúrgica se celebra el 14 de octubre.

## Hagiografía
Donaciano fue elegido como el octavo arzobispo de Reims, en el 361.
Cuenta la tradición que Donaciano sufrió el martirio, siendo arrojado al río Tíber, en la Galia Bélgica.

### Reliquias

#### Leyenda
Sus restos estuvieron en el fondo del río hasta que el Papa (cuyo nombre no es claro, pero que podría ser Siricio por la época de los hechos) ordenó lanzar a las aguas una rueda con cinco cirios encendidos, que se detuvo en el lugar donde estaban los restos. Fue sacado y resucitado por el Papa, por éste motivo es invocado contra las inundaciones, al igual que Juan Nepomuceno, por una leyenda similar.

#### Catedral de San Donaciano

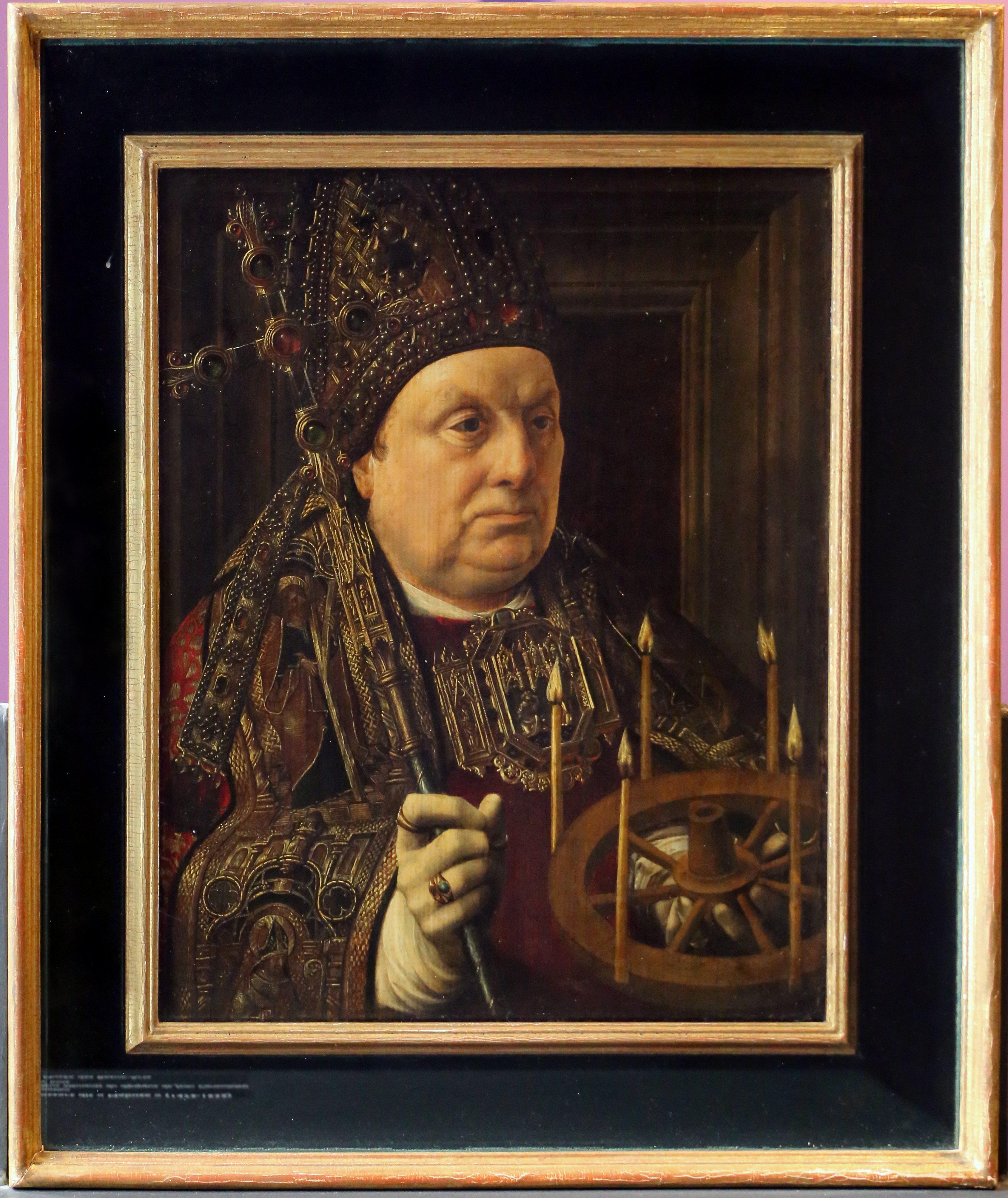
Donatien de Reims, por Mabuse (1516)

De acuerdo con la tradición, sus restos se trasladaron de Reims a Corbes en el siglo IX, y luego pasaron a Brujas, donde reposaban  en la Catedral de San Donaciano, el templo católico más grande de la ciudad belga, que fue destruido en los hechos de la Revolución Francesa.

### Atributos
A raíz de la leyenda de la rueda de fuego, Donaciano es representado como un obispo que porta, además de sus ornamentos episcopales, una rueda con cinco velas encendidas.
Existen dos obras donde se le representa, siendo las únicas en retratarloː Una de Jan Van Eyck, donde Donaciano aparece en la parte derecha de la obra Virgen del canónigo Van der Paele, de 1436, que se exhibe en el Museo Groeninge de Brujas; y otra de Jan Gossaert (Mabuse), llamada Donatien de Reims, de 1516.